# Holmajärvi (meer)
Holmajärvi is een meer in Zweden, in de gemeente Kiruna. Het meer wordt gevoed met water van de bergtoppen van het bergplateau rond de Kebnekaise, dat via het Paittasjärvi en het Laukkujärvi via een versmalling daarin het Holmajärvi in stroomt; het heeft veel weg van een diep uitgesleten gletsjergeul. Het meer, op 450 meter boven zeespiegel, is 8 km lang bij 1,5 km breed en gaat via een versmalling over in het Kaalasjärvi. De Kalixälven komt daarna en die mondt bij Kalix in Botnische Golf uit.